# Lóthal

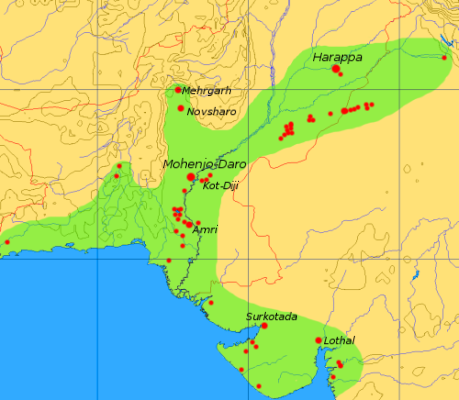
Poloha Lóthalu na mapě poříčí řeky Indu

Lóthal (gudžarátsky લોથલ; [ˈloːtʰəl]IPA) bylo jedno z nejvýznamnějších měst Harappské kultury. V současné době se pozůstatky Lóthalu nachází v indickém západním státě Gudžarát. První osídlení se odhaduje kolem roku 3700 př. n. l., datace města spadá někdy do doby kolem roku 2400 př. n. l. Jedna ze struktur by mohla být snad i přístavem. Pozůstatky města byly objeveny v roce 1954 organizací Archaeological Survey of India.